# Lissac-sur-Couze
Pour les articles homonymes, voir Lissac.
Lissac-sur-Couze (Lissac en occitan) est une commune française située dans le département de la Corrèze en région Nouvelle-Aquitaine.

## Géographie

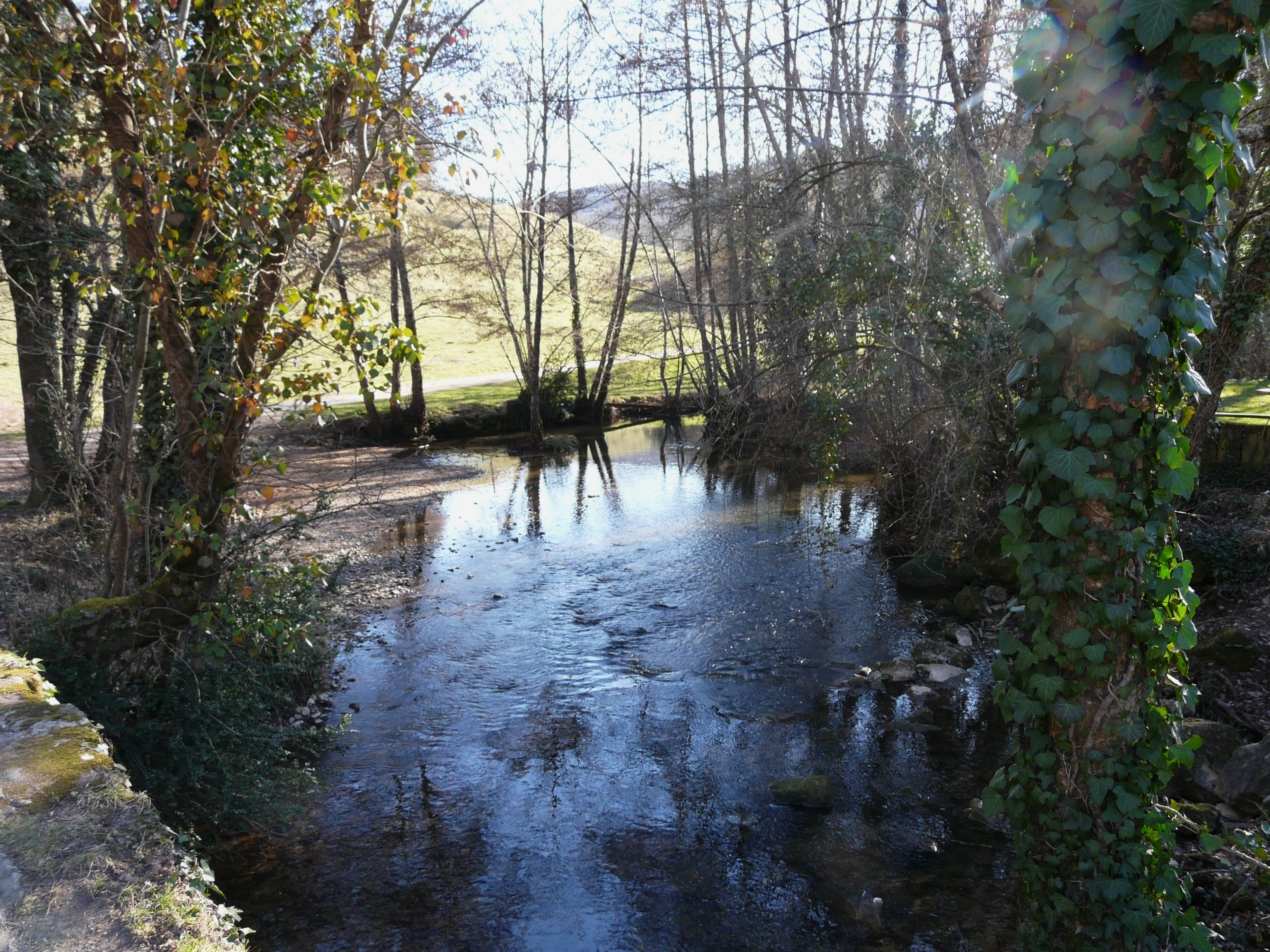
La Couze en limite de la commune au lieu-dit la Forge.

Commune située dans l'aire d'attraction de Brive-la-Gaillarde. Comme son nom l'indique, la commune est arrosée par la Couze, un affluent de la Vézère. En bordure sud de la commune, elle est retenue artificiellement au lac du Causse.

### Localisation
Lissac-sur-Couze est limitrophe de cinq autres communes, dont Saint-Pantaléon-de-Larche au nord sur 500 mètres.
À l'est, le territoire communal est distant de moins de 600 mètres de celui de Noailles.

### Climat
Pour des articles plus généraux, voir Climat de la Nouvelle-Aquitaine et Climat de la Corrèze.
Historiquement, la commune est exposée à un climat océanique aquitain.  
En 2020, Météo-France publie une typologie des climats de la France métropolitaine dans laquelle la commune est exposée à un climat océanique altéré et est dans la région climatique  Ouest et nord-ouest du Massif Central, caractérisée par une pluviométrie annuelle de 900 à 1 500 mm, maximale en automne et en hiver.
Pour la période 1971-2000, la température annuelle moyenne est de 12,3 °C, avec  une amplitude thermique annuelle de 15,4 °C. Le cumul annuel moyen de précipitations est de 999 mm, avec 11,9 jours de précipitations en janvier et 7,1 jours en juillet. Pour la période 1991-2020, la température moyenne annuelle observée sur la station météorologique la plus proche, située sur la commune de Nespouls à 7 km à vol d'oiseau, est de 12,6 °C et le cumul annuel moyen de précipitations est de 836,4 mm,. Pour l'avenir, les paramètres climatiques de la commune estimés pour 2050 selon différents scénarios d’émission de gaz à effet de serre sont consultables sur un site dédié publié par Météo-France en novembre 2022.

## Urbanisme

### Typologie
Au 1er janvier 2024, Lissac-sur-Couze est catégorisée commune rurale à habitat dispersé, selon la nouvelle grille communale de densité à 7 niveaux définie par l'Insee en 2022.
Elle est située hors unité urbaine. Par ailleurs la commune fait partie de l'aire d'attraction de Brive-la-Gaillarde, dont elle est une commune de la couronne,. Cette aire, qui regroupe 80 communes, est catégorisée dans les aires de 50 000 à moins de 200 000 habitants,.

### Occupation des sols
L'occupation des sols de la commune, telle qu'elle ressort de la base de données européenne d’occupation biophysique des sols Corine Land Cover (CLC), est marquée par l'importance des forêts et milieux semi-naturels (53 % en 2018), en diminution par rapport à 1990 (56,8 %). La répartition détaillée en 2018 est la suivante : 
forêts (53 %), prairies (20,6 %), zones agricoles hétérogènes (16,9 %), zones urbanisées (5 %), eaux continentales (4,4 %), zones industrielles ou commerciales et réseaux de communication (0,1 %).
L'évolution de l’occupation des sols de la commune et de ses infrastructures peut être observée sur les différentes représentations cartographiques du territoire : la carte de Cassini (XVIIIe siècle), la carte d'état-major (1820-1866) et les cartes ou photos aériennes de l'IGN pour la période actuelle (1950 à aujourd'hui).

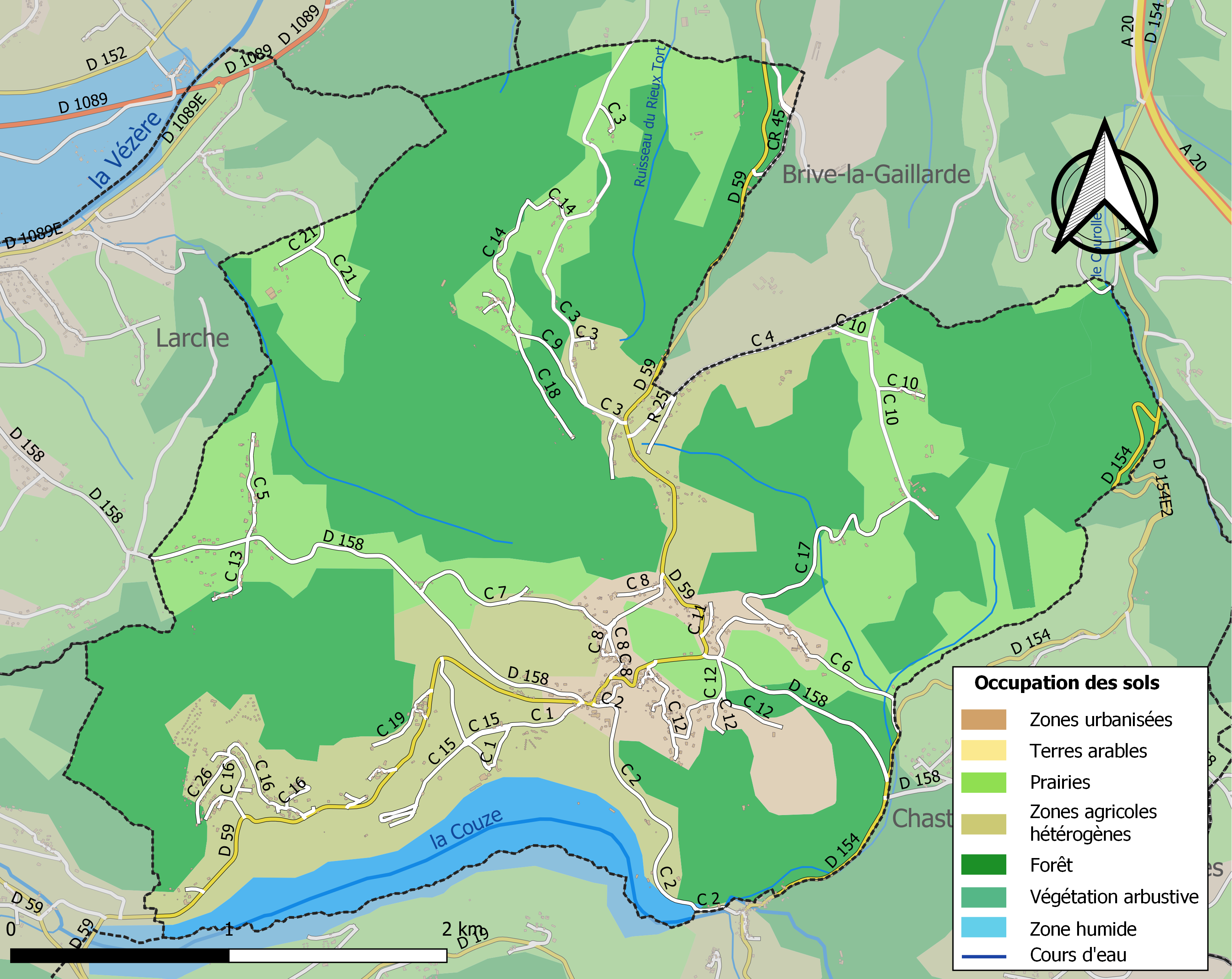
Carte des infrastructures et de l'occupation des sols de la commune en 2018 (CLC).

### Risques majeurs
Le territoire de la commune de Lissac-sur-Couze est vulnérable à différents aléas naturels : météorologiques (tempête, orage, neige, grand froid, canicule ou sécheresse), feux de forêts, mouvements de terrains et séisme (sismicité très faible). Il est également exposé à un risque particulier : le risque de radon. Un site publié par le BRGM permet d'évaluer simplement et rapidement les risques d'un bien localisé soit par son adresse soit par le numéro de sa parcelle.

#### Risques naturels

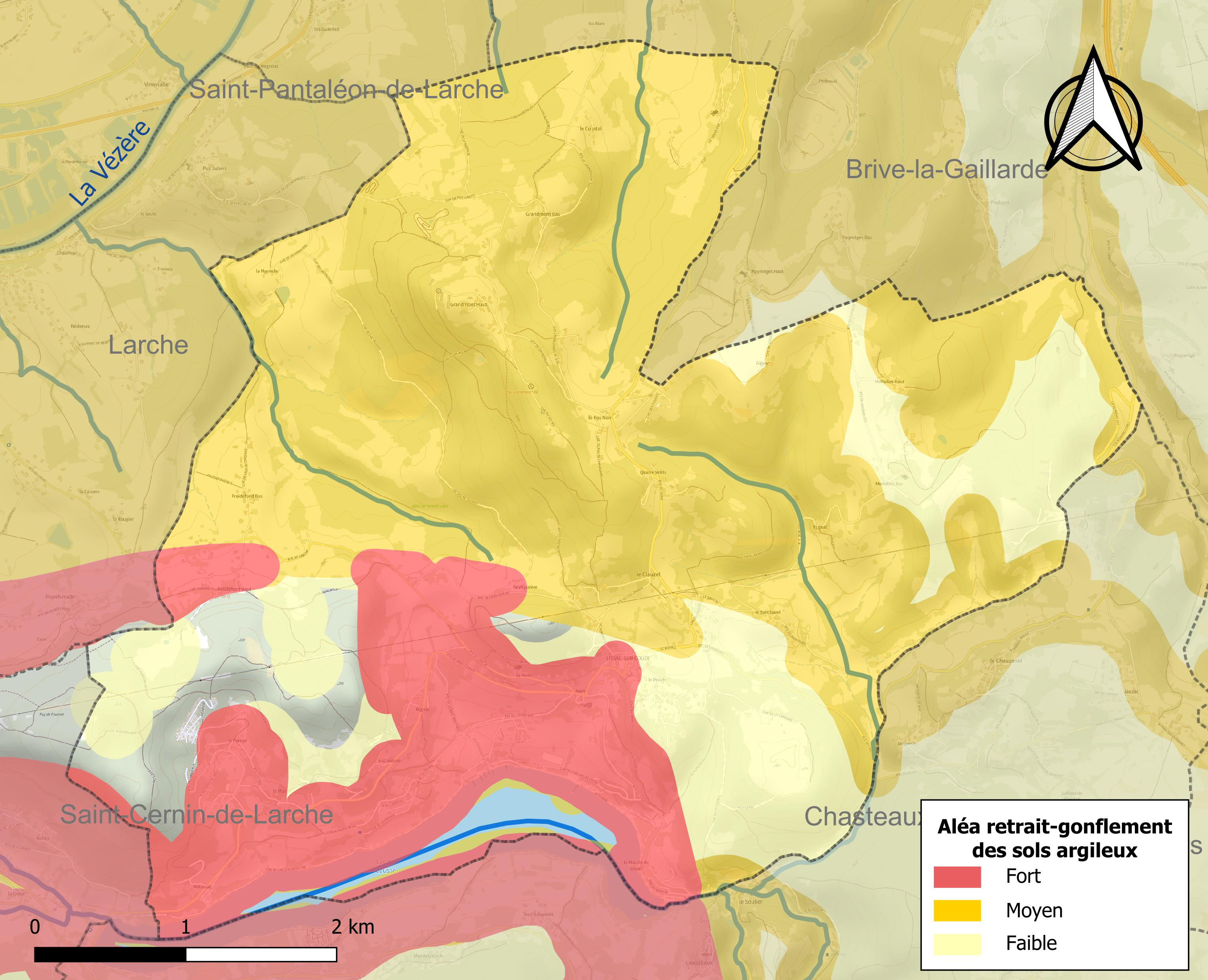
Carte des zones d'aléa retrait-gonflement des sols argileux de Lissac-sur-Couze.

La commune est vulnérable au risque de mouvements de terrains constitué principalement du retrait-gonflement des sols argileux. Cet aléa est susceptible d'engendrer des dommages importants aux bâtiments en cas d’alternance de périodes de sécheresse et de pluie. 77,4 % de la superficie communale est en aléa moyen ou fort (26,8 % au niveau départemental et 48,5 % au niveau national). Sur les 469 bâtiments dénombrés sur la commune en 2019,  307 sont en aléa moyen ou fort, soit 65 %, à comparer aux 36 % au niveau départemental et 54 % au niveau national. Une cartographie de l'exposition du territoire national au retrait gonflement des sols argileux est disponible sur le site du BRGM,.
Concernant les feux de forêt, aucun plan de prévention des risques incendie de forêt (PPRIF) n’a été établi en Corrèze, néanmoins le code de l’urbanisme impose la prise en compte des risques dans les documents d’urbanisme. Le périmètre des servitudes d'utilité publique et des zones d'obligation légale de débroussaillement pour les particuliers est quant à lui défini pour la commune dans une carte dédiée. 
La commune a été reconnue en état de catastrophe naturelle au titre des dommages causés par les inondations et coulées de boue survenues en 1982, 1999 et 2001. Concernant les mouvements de terrains, la commune a été reconnue en état de catastrophe naturelle au titre des dommages causés par la sécheresse en 2005, 2018 et 2019 et par des mouvements de terrain en 1999.

#### Risque particulier
Dans plusieurs parties du territoire national, le radon, accumulé dans certains logements ou autres locaux, peut constituer une source significative d’exposition de la population aux rayonnements ionisants. Certaines communes du département sont concernées par le risque radon à un niveau plus ou moins élevé. Selon la classification de 2018, la commune de Lissac-sur-Couze est classée en zone 3, à savoir zone à potentiel radon significatif. 

## Politique et administration
| Période   | Période   | Identité                          | Étiquette | Qualité    |
| --------- | --------- | --------------------------------- | --------- | ---------- |
| 1790      | 1793      | Jean Goursat                      |           |            |
| 1793      | 1795      | François Lajugie                  |           |            |
| 1795      | 1798      | Jean Reilhac                      |           |            |
| 1798      | 1799      | Martial Chauzut                   |           |            |
| 1799      | 1808      | Jean Reilhac                      |           |            |
| 1808      | 1822      | Louis Ernault des Brusly          |           |            |
| 1822      | 1826      | Jean-Baptiste Ségéral             |           |            |
| 1826      | 1854      | Nicolas Godin de Lépinay          |           |            |
| 1854      | 1870      | Louis Laporte de Lissac           |           |            |
| 1870      | 1871      | Jean-Baptiste Guary               |           |            |
| 1871      | 1873      | Gaston Godin de Lépinay           |           |            |
| 1873      | 1876      | Pierre Gervais                    |           |            |
| 1876      | 1884      | Gaston Godin de Lépinay           |           |            |
| 1884      | 1891      | Pierre Deviers                    |           |            |
| 1891      | 1892      | Jean Goursat                      |           |            |
| 1892      | 1912      | Louis de Liniers                  |           |            |
| 1912      | 1919      | Jean de Chauveron                 |           |            |
| 1919      | 1921      | Louis de Liniers                  |           |            |
| 1921      | 1945      | Alphonse Laville                  |           |            |
| 1945      | 1977      | Léon Pestourie                    |           |            |
| 1977      | 1982      | Léon Rhodde                       |           |            |
| 1982      | 2006      | Maurice Gramond                   |           |            |
| mars 2006 | mars 2008 | Jean-Baptiste Nauche              |           |            |
| mars 2008 | En cours  | Noël Crouzel (réélu en mars 2014) |           | Professeur |

## Démographie
L'évolution du nombre d'habitants est connue à travers les recensements de la population effectués dans la commune depuis 1793. Pour les communes de moins de 10 000 habitants, une enquête de recensement portant sur toute la population est réalisée tous les cinq ans, les populations de référence des années intermédiaires étant quant à elles estimées par interpolation ou extrapolation. Pour la commune, le premier recensement exhaustif entrant dans le cadre du nouveau dispositif a été réalisé en 2008.

En 2022, la commune comptait 688 habitants, en évolution de −8,14 % par rapport à 2016 (Corrèze : −0,59 %, France hors Mayotte : +2,11 %).
| 1793 | 1800 | 1806 | 1821 | 1831 | 1836 | 1841 | 1846 | 1851 |
| ---- | ---- | ---- | ---- | ---- | ---- | ---- | ---- | ---- |
| 624  | 770  | 731  | 676  | 787  | 803  | 781  | 769  | 735  |

| 1856 | 1861 | 1866 | 1872 | 1876 | 1881 | 1886 | 1891 | 1896 |
| ---- | ---- | ---- | ---- | ---- | ---- | ---- | ---- | ---- |
| 691  | 662  | 671  | 684  | 708  | 673  | 646  | 663  | 614  |

| 1901 | 1906 | 1911 | 1921 | 1926 | 1931 | 1936 | 1946 | 1954 |
| ---- | ---- | ---- | ---- | ---- | ---- | ---- | ---- | ---- |
| 599  | 526  | 516  | 414  | 408  | 433  | 447  | 432  | 417  |

| 1962 | 1968 | 1975 | 1982 | 1990 | 1999 | 2006 | 2008 | 2013 |
| ---- | ---- | ---- | ---- | ---- | ---- | ---- | ---- | ---- |
| 403  | 439  | 401  | 402  | 475  | 527  | 664  | 702  | 754  |

| 2018 | 2022 | - | - | - | - | - | - | - |
| ---- | ---- | - | - | - | - | - | - | - |
| 712  | 688  | - | - | - | - | - | - | - |

## Lieux et monuments

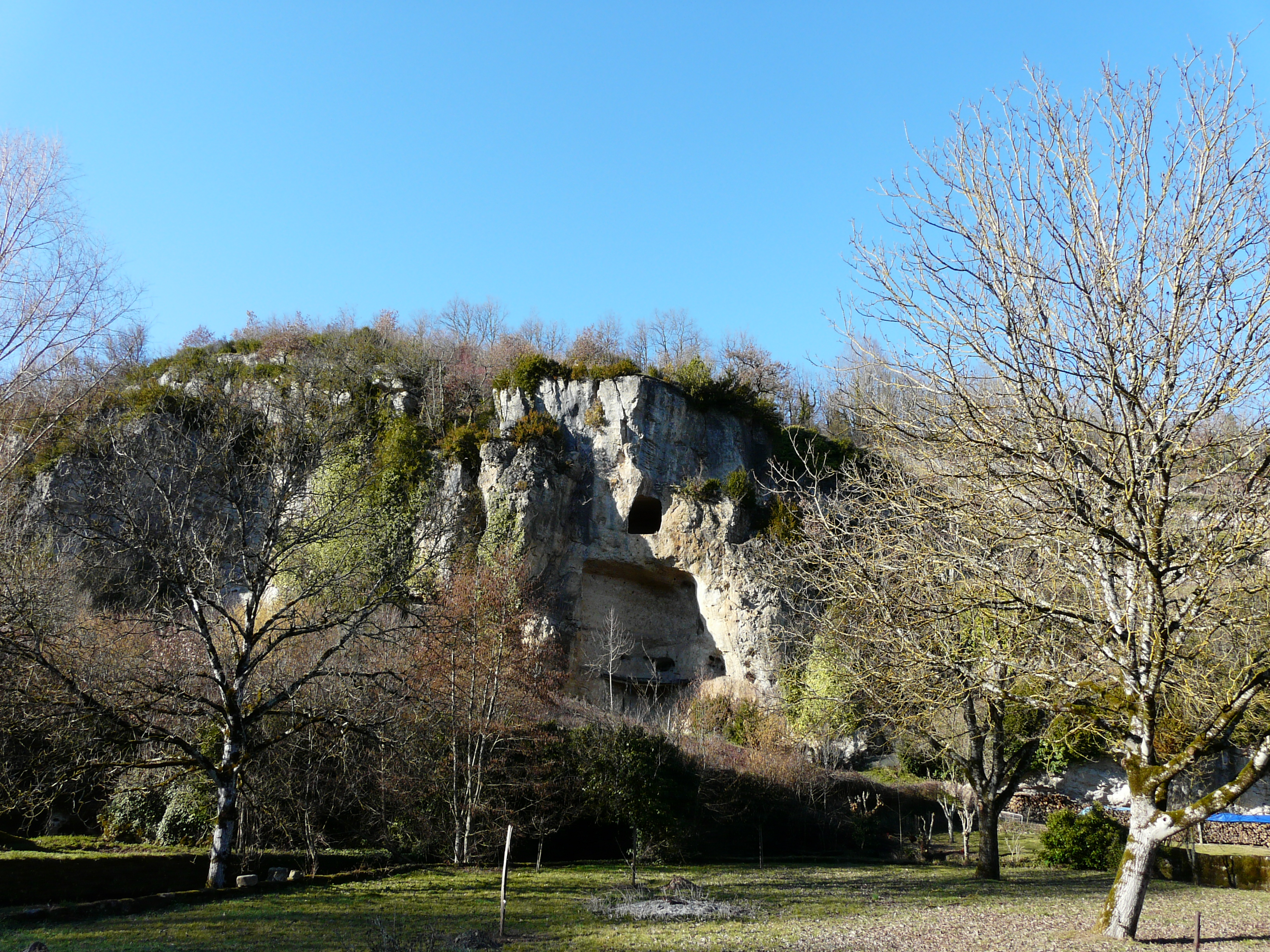
Grotte et abri troglodytique près du Soulier.
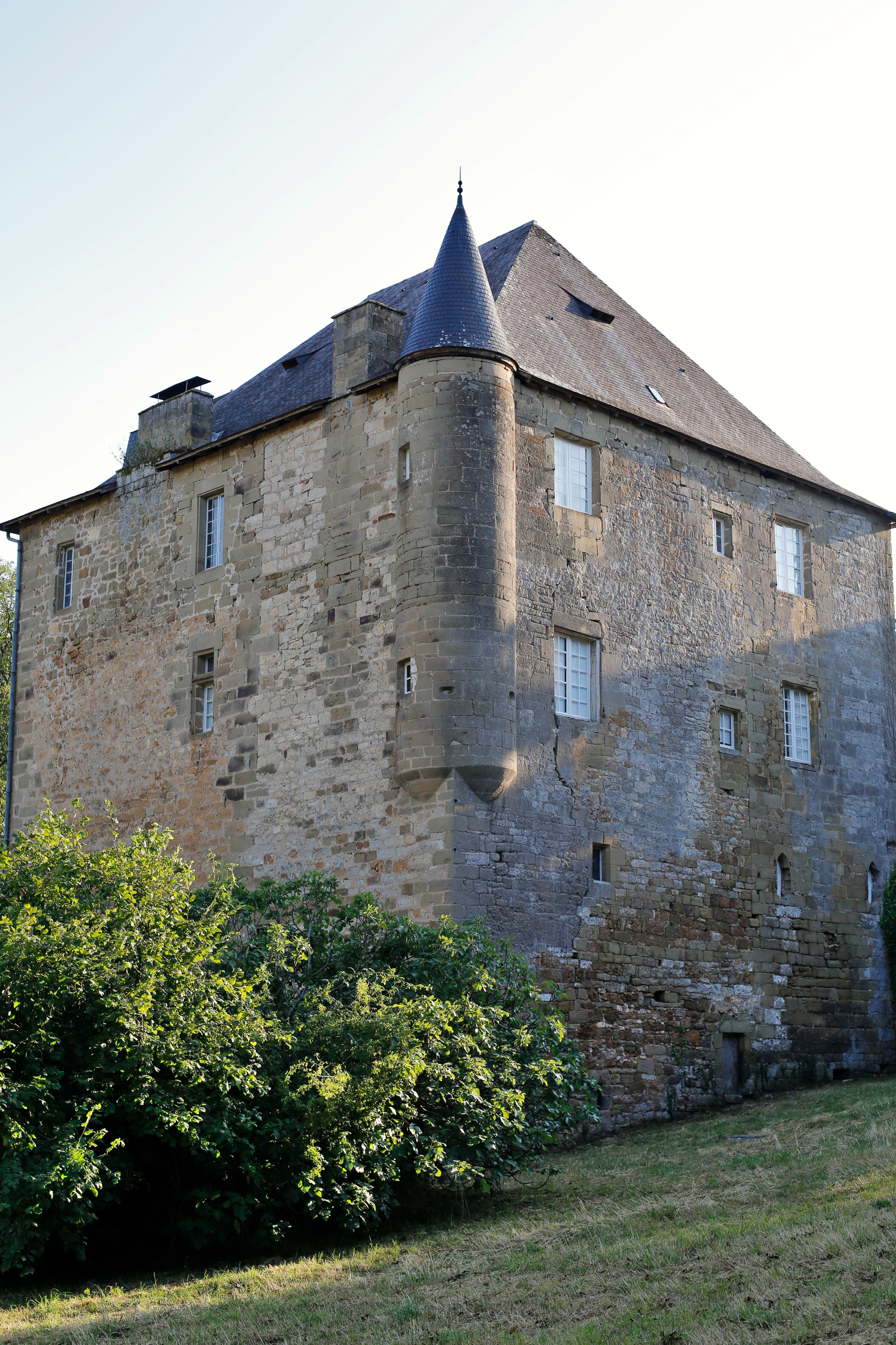
Le château de Lissac.
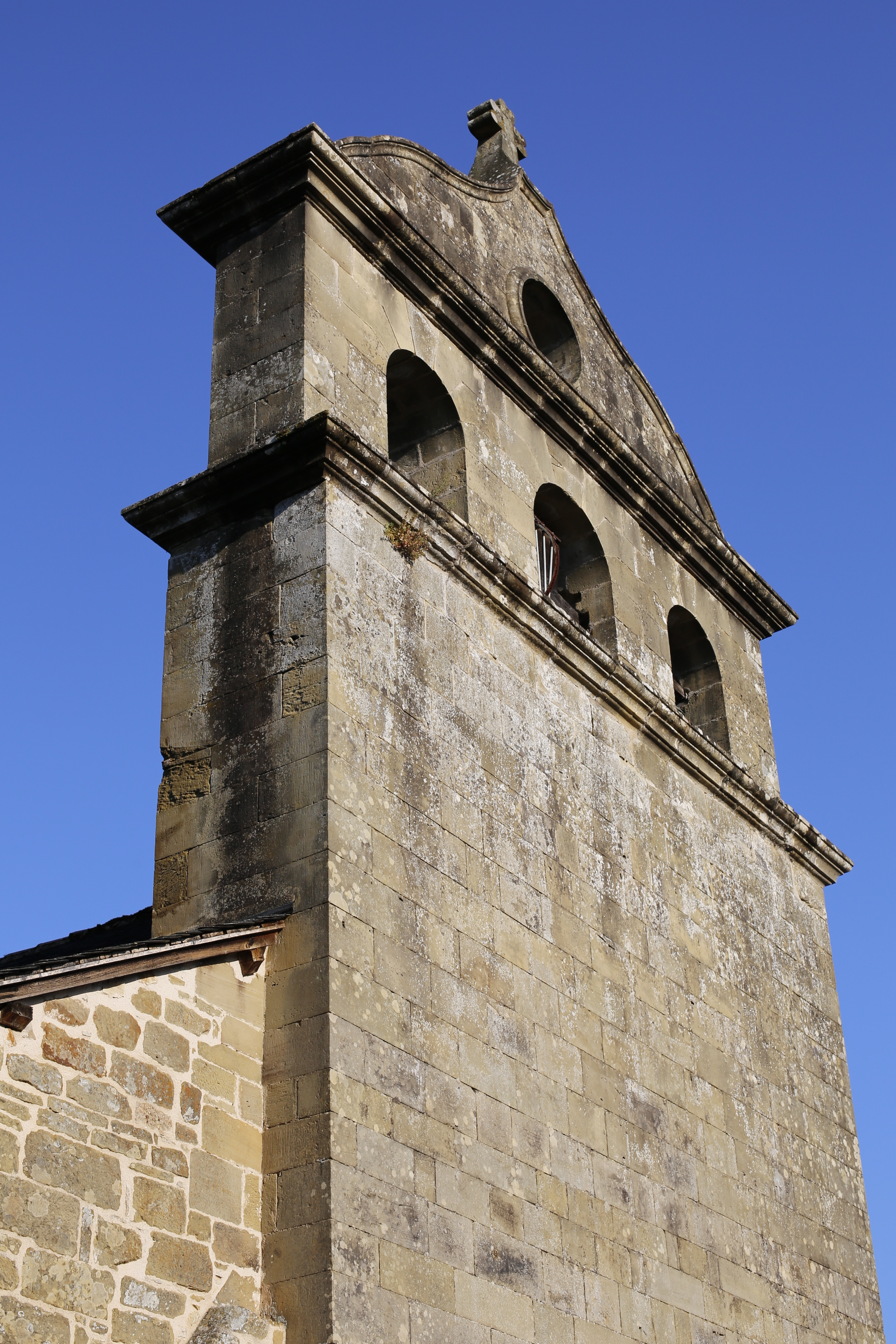
Clocher-mur de l'église Saint-Pierre.
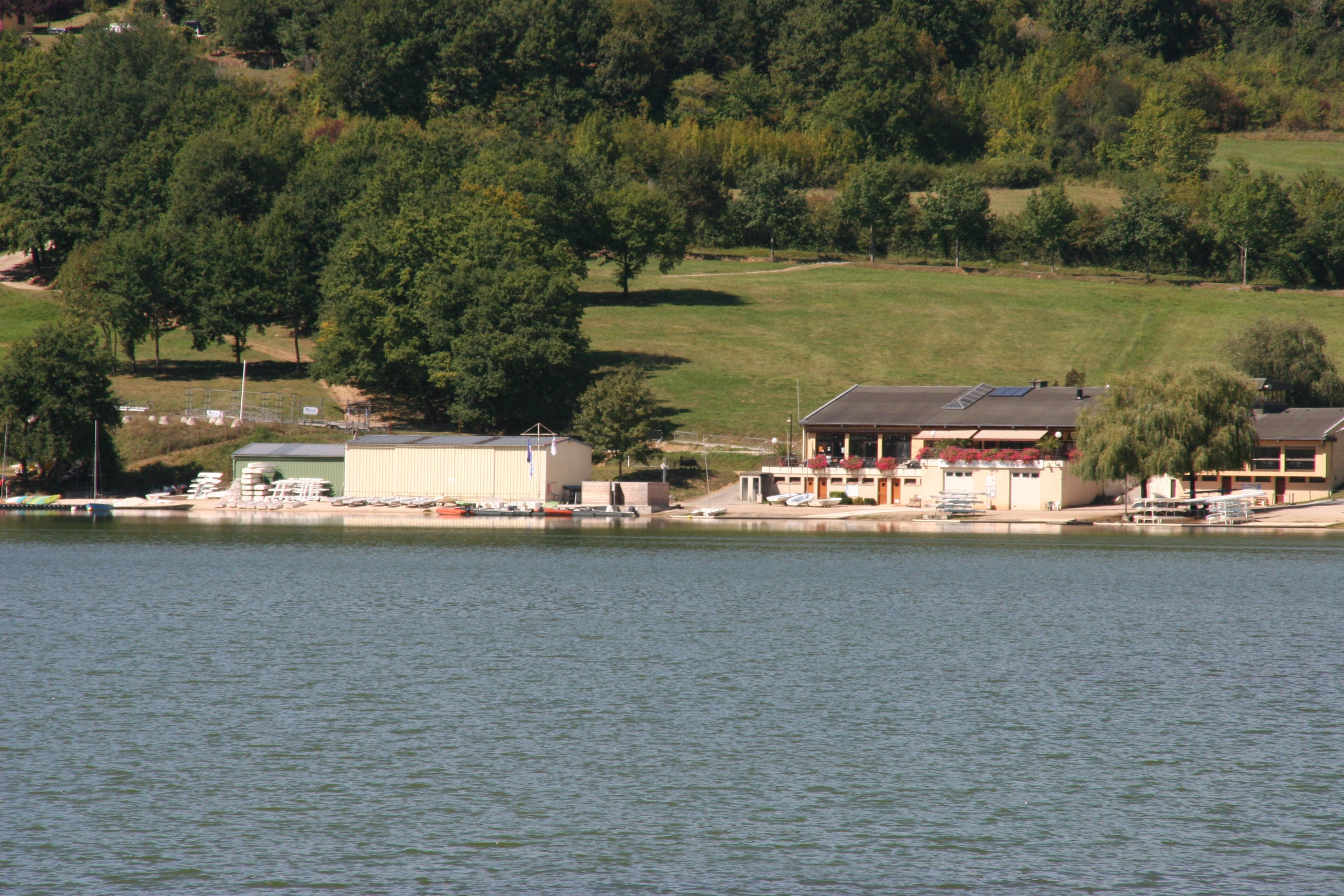
La base nautique sur le lac du Causse.
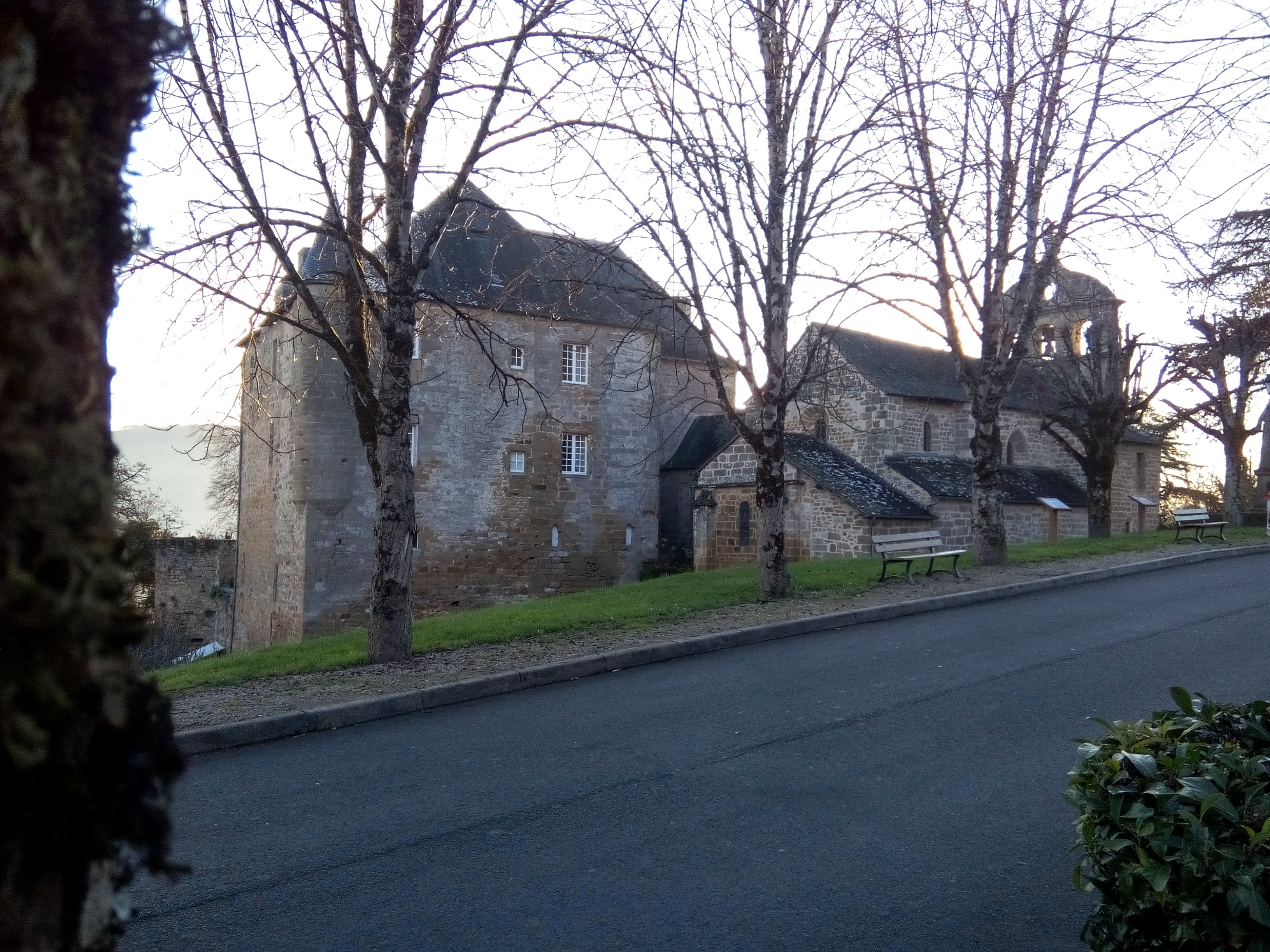
Le château et l'église.

### Monuments historiques
- Grotte du Moulin de Laguenay : grotte ornée datant du Paléolithique, inscrite au titre des monuments historiques depuis 1994[24].
- Château de Lissac des XIIIe et XVe siècles, inscrit au titre des monuments historiques depuis 1997[25].
- Le château de Mauriolles du XVIe – XVIIe siècle, ses terrasses et ses dépendances, sont classés au titre des monuments historiques depuis 2004 alors que le promontoire et l'habitat troglodytique sont inscrits depuis 2002[26].
- Église Saint-Pierre du XIIe siècle et modifiée aux XIVe, XVe et XIXe siècles, inscrite depuis 1972[27].

### Autres sites
- La base nautique et de loisirs du lac du Causse est implantée sur la commune.
- Émetteur de radio FM et de télévision du Grandmont.

## Personnalités liées à la commune
- Adolphe Godin de Lépinay (1821-1898), ingénieur, né au château de Moriolles, à Lissac-sur-Couze.
- Bernadette Sers (1928-2000), artiste peintre inhumée à Lissac[28].

## Héraldique
| Blason de Lissac-sur-Couze | Blason  | D'argent aux trois pals de gueules alésés en pointe mouvant d'une divise du même soutenant un chef d'azur chargé de trois étoiles d'or. |
| Blason de Lissac-sur-Couze | Détails | Le blason appartient aux descendants de la famille de Laporte de Lissac. Le statut officiel du blason reste à déterminer.               |